# Зиккурат

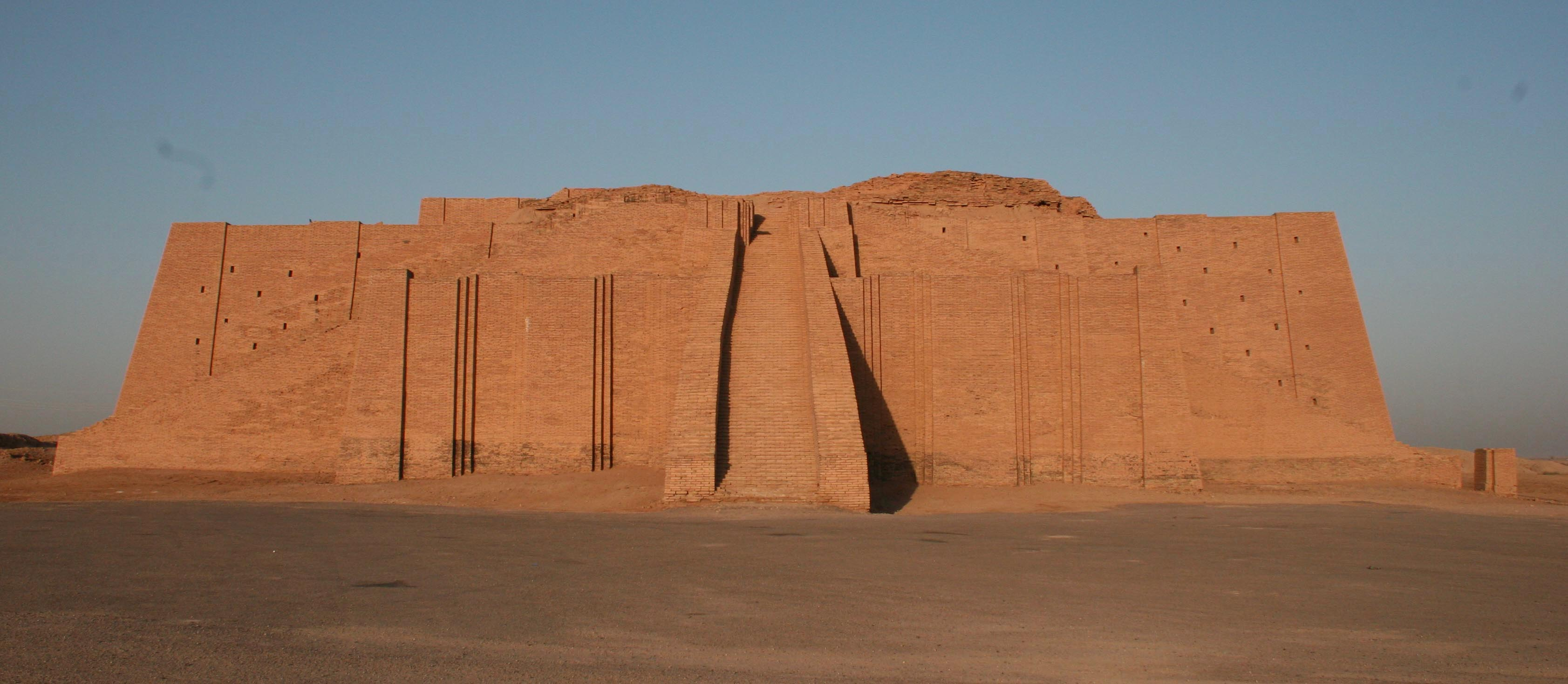
Частично отреставрированные руины зиккурата в Уре

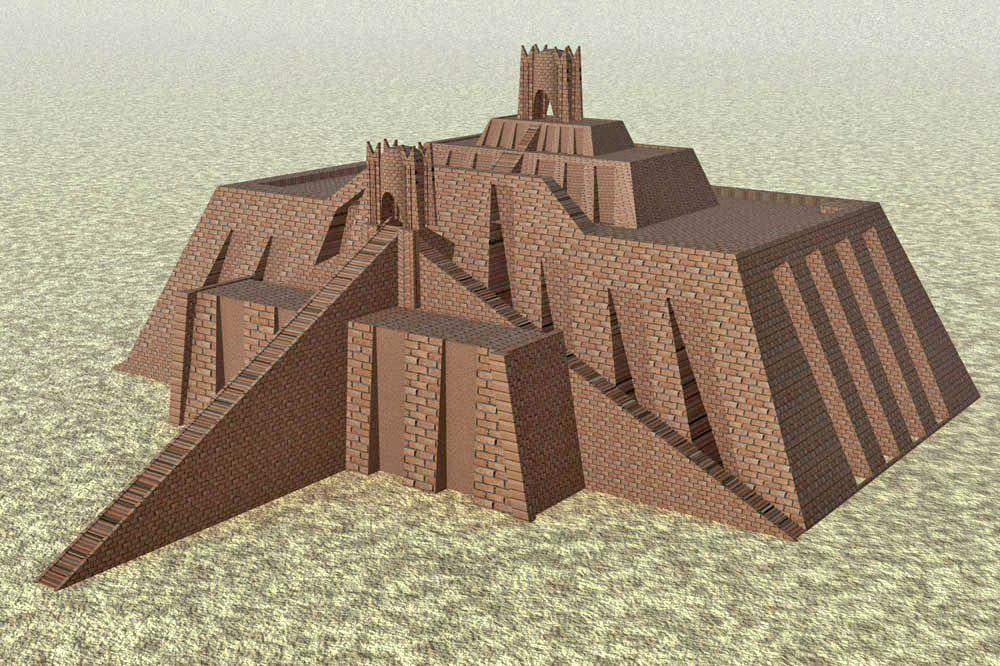
Гипотетическая реконструкция зиккурата в Уре

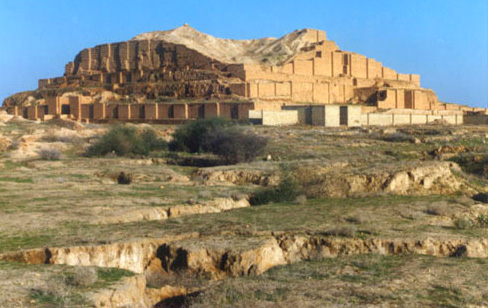
Дур-Унташ или Чогха-Занбиль, построенный в XIII веке до н. э. Унташ Напириша и располагающийся близ Суз, один из наиболее хорошо сохранившихся зиккуратов

Зиккура́т (от аккадского слова sigguratu — «вершина», в том числе «вершина горы») — многослойное культовое сооружение в Древней Месопотамии и Эламе, типичное для шумерской, ассирийской, вавилонской и эламской архитектуры.

## Архитектура и предназначение

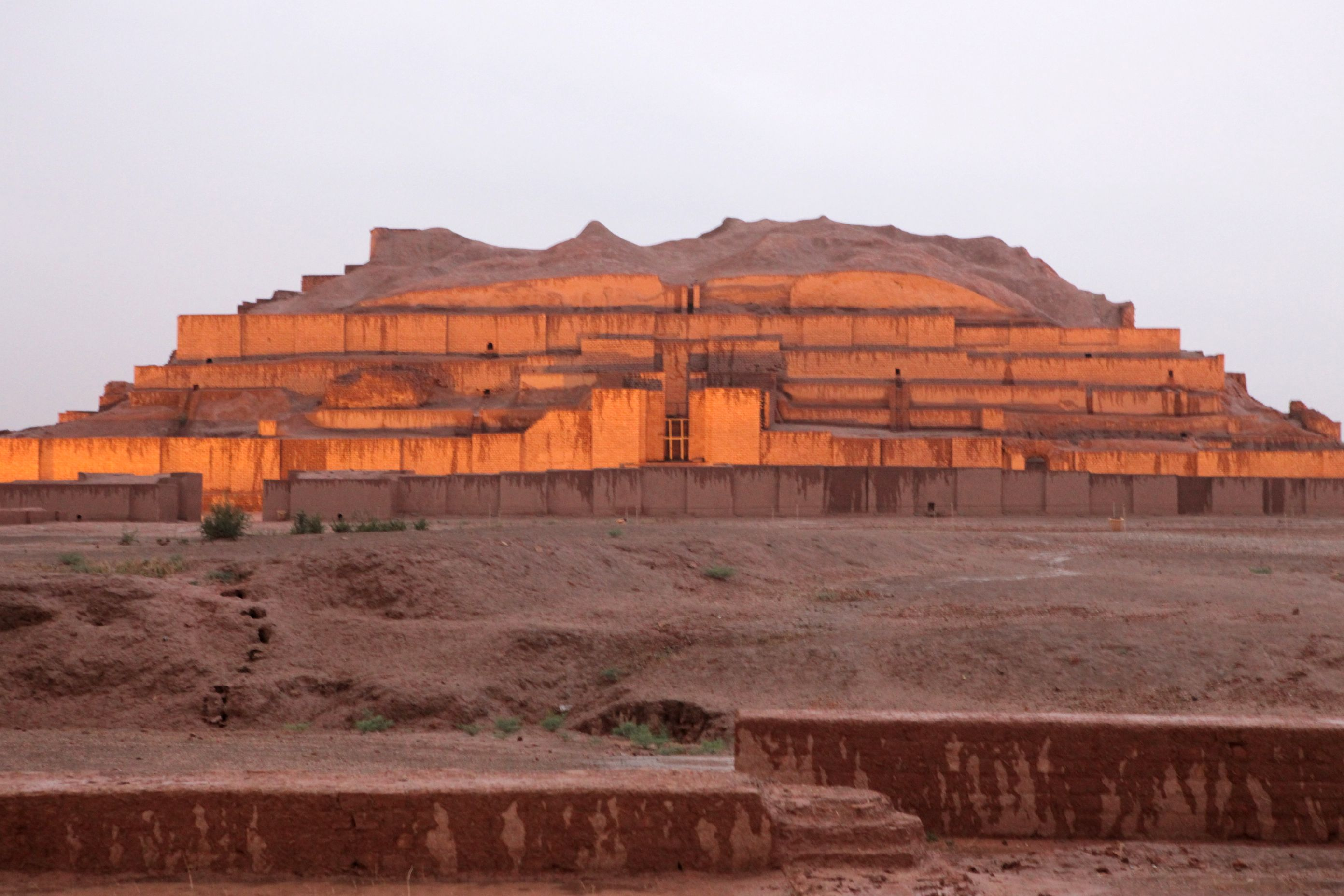
Чогха-Занбиль

Зиккурат представляет собой башню из поставленных друг на друга параллелепипедов или усечённых пирамид от 3 у шумеров до 7 у вавилонян, не имевших интерьера (исключение — верхний объём, в котором находилось святилище). Террасы зиккурата, окрашенные в разные цвета, соединялись лестницами или пандусами, стены членились прямоугольными нишами. При шумерских храмах нсаждались сады, и террасы зиккуратов в некоторых случаях были озеленены (при сравнительно небольшой площади страны полезные участки земли нельзя было отдавать под декоративное садоводство).
Не до конца выяснено, с какой целью возводились зиккураты. Этимология не помогает решить эту проблему, так как слово «зиккурат» происходит от глагола закару, который переводится всего лишь как «строить высоко». Пионеры месопотамской археологии наивно полагали, будто зиккураты служили для «халдейских» звездочётов обсерваториями или башнями, «в которых жрецы бога Бэла могли скрыться ночью от жары и москитов». Однако все эти гипотезы, очевидно, не соответствуют действительности. Почти сразу в голову любого человека, увидевшего зиккурат, приходит мысль о египетских пирамидах. Конечно, египетское влияние на шумерских архитекторов полностью исключать нельзя, но следует обратить внимание на то, что, в отличие от пирамид, внутри зиккуратов никогда не находилось гробниц или каких-либо других помещений. Как правило, их возводили над более древними и гораздо более скромными сооружениями, построенными на протяжении раннединастического периода. В свою очередь, эти невысокие одноэтажные древнейшие зиккураты, как сейчас принято считать, произошли от платформ, на которых стояли храмы убейдского, урукского и протописьменного периодов.
Некоторые исследователи полагают, что шумеры изначально жили в горах, на вершинах которых они и поклонялись своим богам. Таким образом, возводившиеся ими башни должны были стать своего рода искусственными горами, возвышающимися над Месопотамской низменностью. Другие учёные, отрицая это упрощённое и во многом довольно спорное объяснение, полагают, что храмовая платформа (а значит, и зиккурат) предназначалась для того, чтобы возвысить главного городского бога над другими божествами и отдалить его от мирян. Исследователи, относящиеся к третьей группе, видят в зиккурате огромную лестницу, мост, соединявший расположенные ниже храмы, где проводились ежедневные ритуалы, и находившееся наверху святилище, располагавшееся на полпути между землёй и небом, где в определённых случаях люди могли встретиться с богами.
Материалом для постройки зиккуратов служил кирпич-сырец, дополнительно укреплённый слоями тростника, снаружи облицовывались обожжённым кирпичом. Дожди и ветры разрушали эти сооружения, их периодически подновляли и восстанавливали, поэтому они со временем становились выше и больше по размерам, менялась и их конструкция. Шумеры строили их трёхступенчатыми в честь верховной троицы своего пантеона — бога воздуха Энлиля, бога вод Энки и бога неба Ану. Вавилонские зиккураты были уже семиступенчатыми и окрашивались в символические цвета планет.
Последний заметный всплеск активности в возведении месопотамских зиккуратов засвидетельствован уже в VI веке до н. э., в конце нововавилонского периода. На протяжении всей древней истории зиккураты подновлялись и перестраивались, составляя предмет гордости царей.
Ряд учёных-библеистов прослеживает связь легенды о Вавилонской башне со строительством в Междуречье высоких башен-храмов, называвшихся зиккуратами. Пожалуй, лучшее определение зиккурата содержится в Библии, где говорится, что Вавилонскую башню строили, чтобы она стала «высотою до небес». В глубоко религиозном сознании шумеров эти огромные, но в то же время удивительно воздушные сооружения были «молитвами из кирпичей». Они служили постоянным приглашением богам спуститься на землю и в то же время выражением одного из важнейших стремлений человека — подняться над своей немощностью и вступить в более тесные отношения с божеством.
Зиккураты сохранились в Ираке (в древних городах Борсиппе, Вавилоне, Дур-Шаррукине, все — 1-е тыс. до н. э.) и Иране (в городище Чогха-Занбиль, 2-е тыс. до н. э.).

## В других регионах

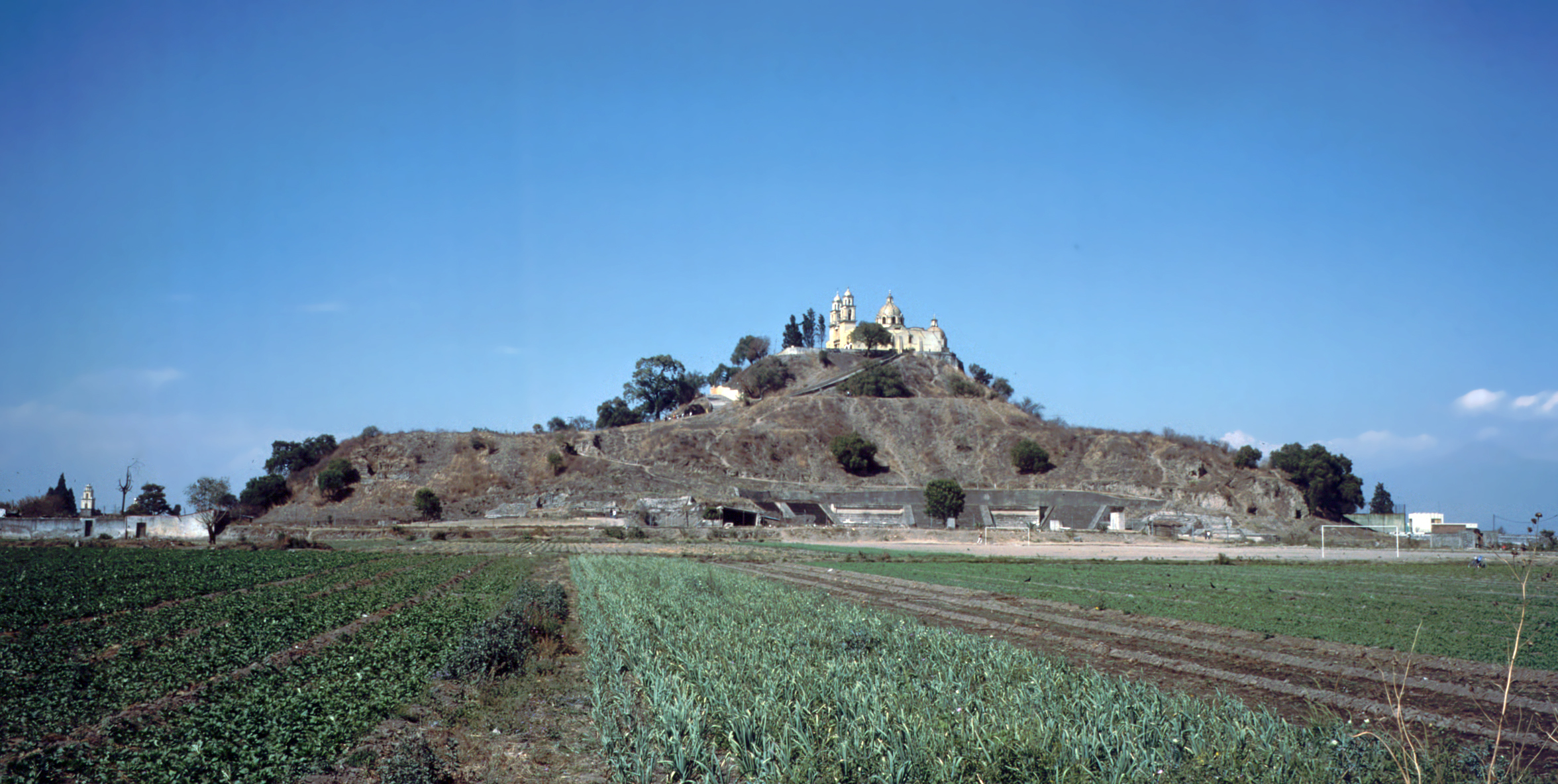
Великая пирамида Чолулы, на месте индейского храма ныне стоит христианская церковь

Зиккураты в строгом смысле слова строили шумеры, вавилоняне, эламцы и ассирийцы
. Однако по сути зиккурат представляет собой культовое сооружение в форме ступенчатой пирамиды. Подобные культовые сооружения строились по схожей и несколько иной технологии многими народами в разных частях света — в Древнем Египте, на Сардинии, в Мезоамерике, в Южной Америке, в Юго-Восточной Азии и даже в экваториальной Африке. Наиболее близки к зиккуратам по назначению пирамиды Мезоамерики. Как и в Месопотамии, индейские «зиккураты» строились разными народами по единой технологии и в одном архитектурном стиле, а на их вершинах находились храмовые сооружения.